# Ulica Kurkowa w Szczecinie
Kurkowa (do 1934: Schweizerhof, 1934–1945 Loitzenhof) – ulica o długości 325 metrów na szczecińskim osiedlu Stare Miasto, w dzielnicy Śródmieście. Przed II wojną światową ulica była znacznie krótsza niż współcześnie i kończyła się ślepo przed kamienicą Loitzów. Po II wojnie światowej usunięto gruzy kamienic przylegających do ulicy, a samą ulicę wydłużono poprzez poprowadzenie jej wzdłuż bloków mieszkalnych wzniesionych w latach 50. i 60. XX wieku. Nawierzchnia jezdni składa się w całości z trylinki.

## Historia

### XVI i XVII wiek
W XVI wieku ulica Kurkowa rozdzielała dziedziniec miejski na dwie części: Wielki dziedziniec miejski, położony przed istniejącym do dziś spichlerzem i Mały dziedziniec miejski, który znajdował się na miejscu późniejszego gmachu giełdy. W 1474 r. szczeciński radny miejski Hans Loitz (1474) nabył parcelę przynależną do ulicy, na której w 1574 r. wzniesiono dom rodzinny Loitzów, znany dziś jako kamienica Loitzów. Kamienica kilka razy zmieniała właścicieli, a w drugiej połowie XVII wieku stała się własnością radcy Simona Rosenhanda, późniejszego króla Szwecji Karola X Gustawa. W tym czasie ulicę od nazwiska nowego właściciela wspomnianej kamienicy nazwano Rosenhandshof (pol. Dziedziniec Rosenhanda).

### XVIII i XIX wiek
W 1709 r. ulicę przemianowano na auf dem Loyzenhofe (pol. Na Dziedzińcu Loitzów). W 1799 r. nazwę zmieniono na Schweizerhof (pol. Dziedziniec Szwajcarski); nazwa upamiętniała przybyłych ze Szwajcarii braci Dubendorfów, którzy na początku XVIII w. stali się właścicielami kamienicy Loitzów i uruchomili w tejże kamienicy restaurację. W 1934 r., w nawiązaniu do miana obowiązującego w XVIII w., ulica otrzymała nazwę Loitzenhof (pol. Dziedziniec Loitzów).

### Po II wojnie światowej
W czasie bombardowań Szczecina zabudowa ulicy została zniszczona. Po zakończeniu działań wojennych rozebrano ruiny zabudowy, pozostawiając jedynie kamienicę Loitzów. W 1945 r. Loitzenhof utrzymał nazwę ulicy Kurkowej. W 1955 r. kamienicę Loitzów odbudowano z przeznaczeniem na Liceum Plastyczne. W latach 60. XX wieku ulicę Kurkową wydłużono poprzez poprowadzenie jej wzdłuż nowo wzniesionych bloków mieszkalnych, czyniąc z niej drogę wewnętrzną służącą jako dojazd do posesji. W tym czasie powstał także budynek mieszkalny na narożniku z ulicą Panieńską. Pozostałe parcele przez wiele lat nie były zabudowane. Przez kilka lat na działce przy narożniku z ulicą Księcia Mściwoja II prowadzone były prace archeologiczne w odkrytych fundamentach przedwojennych kamienic. W 2013 r. firma Neptun Developer stała się właścicielem tej parceli i wzniosła na niej nową kamienicę projektu szczecińskiego studia architektonicznego City Architekci.

## Kalendarium zmian nazwy ulicy
| Czas obowiązywania | Nazwa              |
| ------------------ | ------------------ |
| XVII w.            | Rosenhandshof      |
| 1709–1799          | auf dem Loyzenhofe |
| 1799–1934          | Schweizerhof       |
| 1934–1939          | Loitzenhof         |
| od 1945 r.         | ulica Kurkowa      |

## Obiekty

### Istniejące
- Kurkowa 1 – Kamienica Loitzów;
- Kurkowa 2 – spichlerz z oficyną z XV wieku[5];
- Kurkowa 2a – współczesna kamienica, pierzeja wschodnia ulicy;
- Kurkowa 3 – relikty spichlerza nadbudowane współczesnymi kondygnacjami;
- Kurkowa 4 – współczesna kamienica, pierzeja zachodnia ulicy.

### Nieistniejące
- Kurkowa 4 – budynek Ottoschule (Szkoły im. Ottona) z 1856 r., zniszczony w czasie II wojny światowej[6].

## Galeria

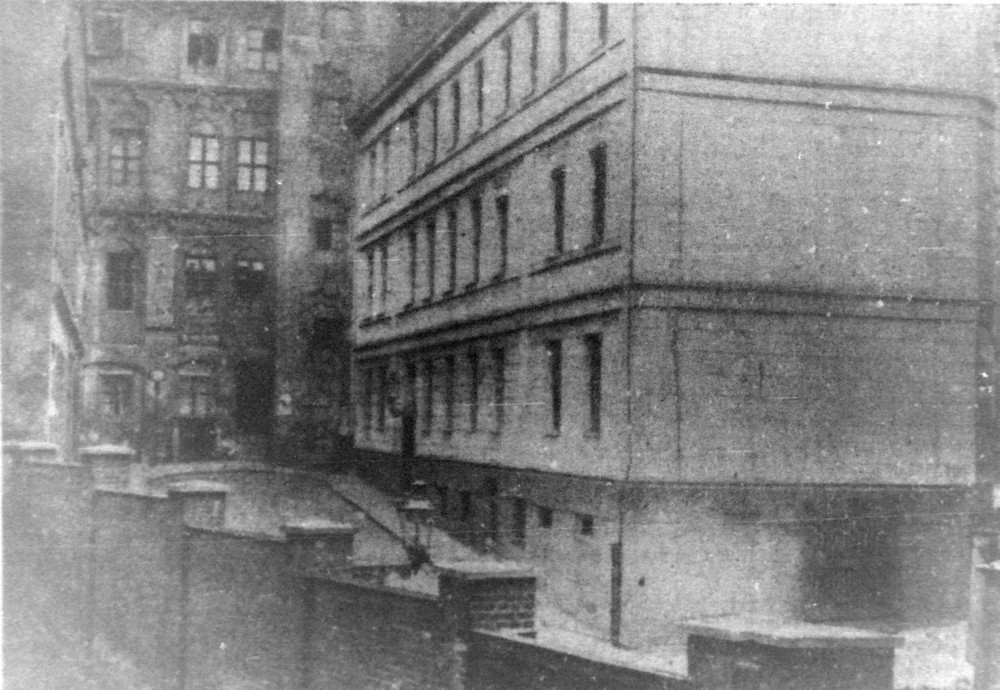
Ulica Kurkowa przed II wojną światową, na pierwszym planie Ottoschule przy Loitzenhof 4
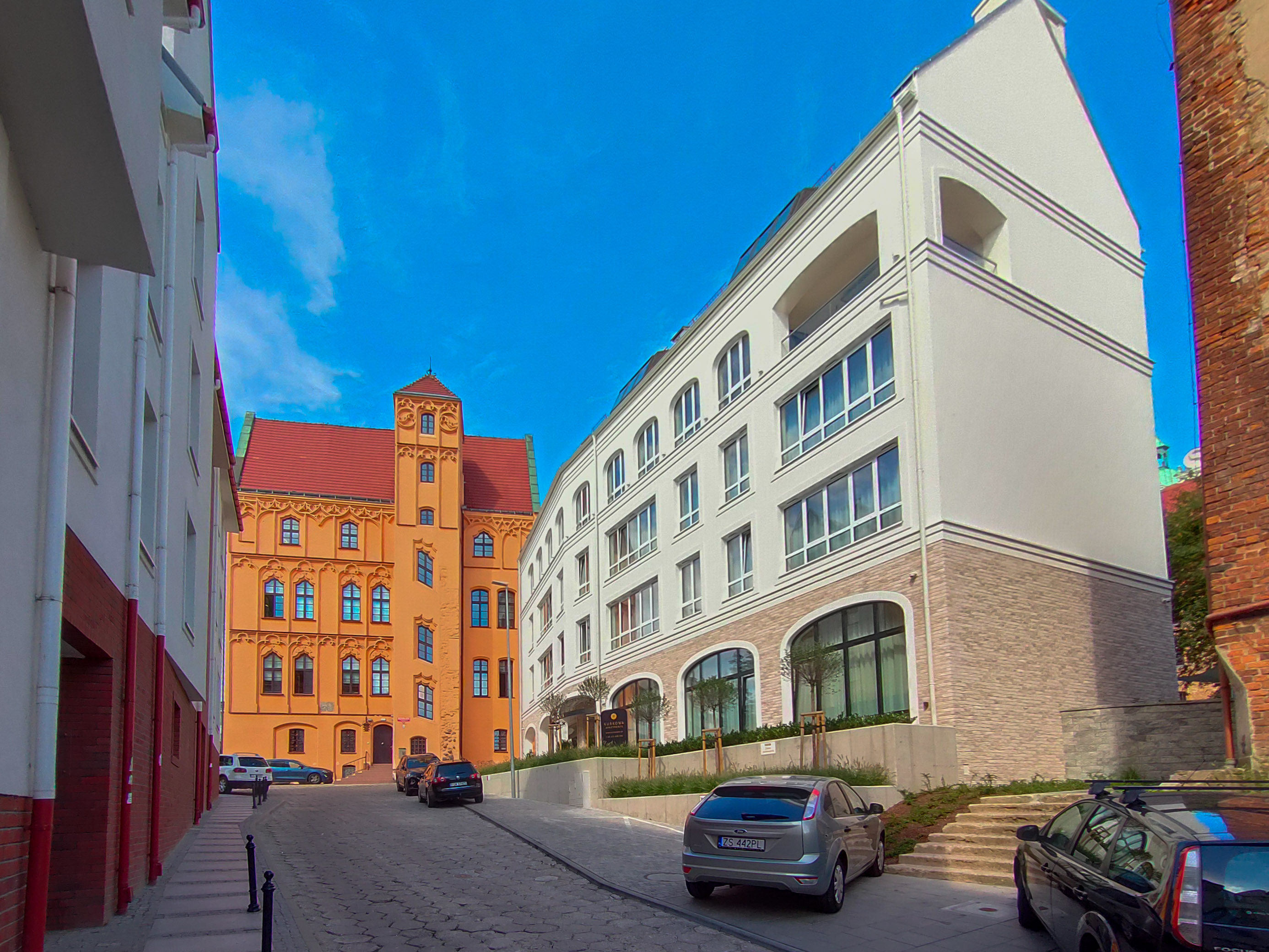
To samo miejsce w 2022 r. Po prawej kamienica nr 2a
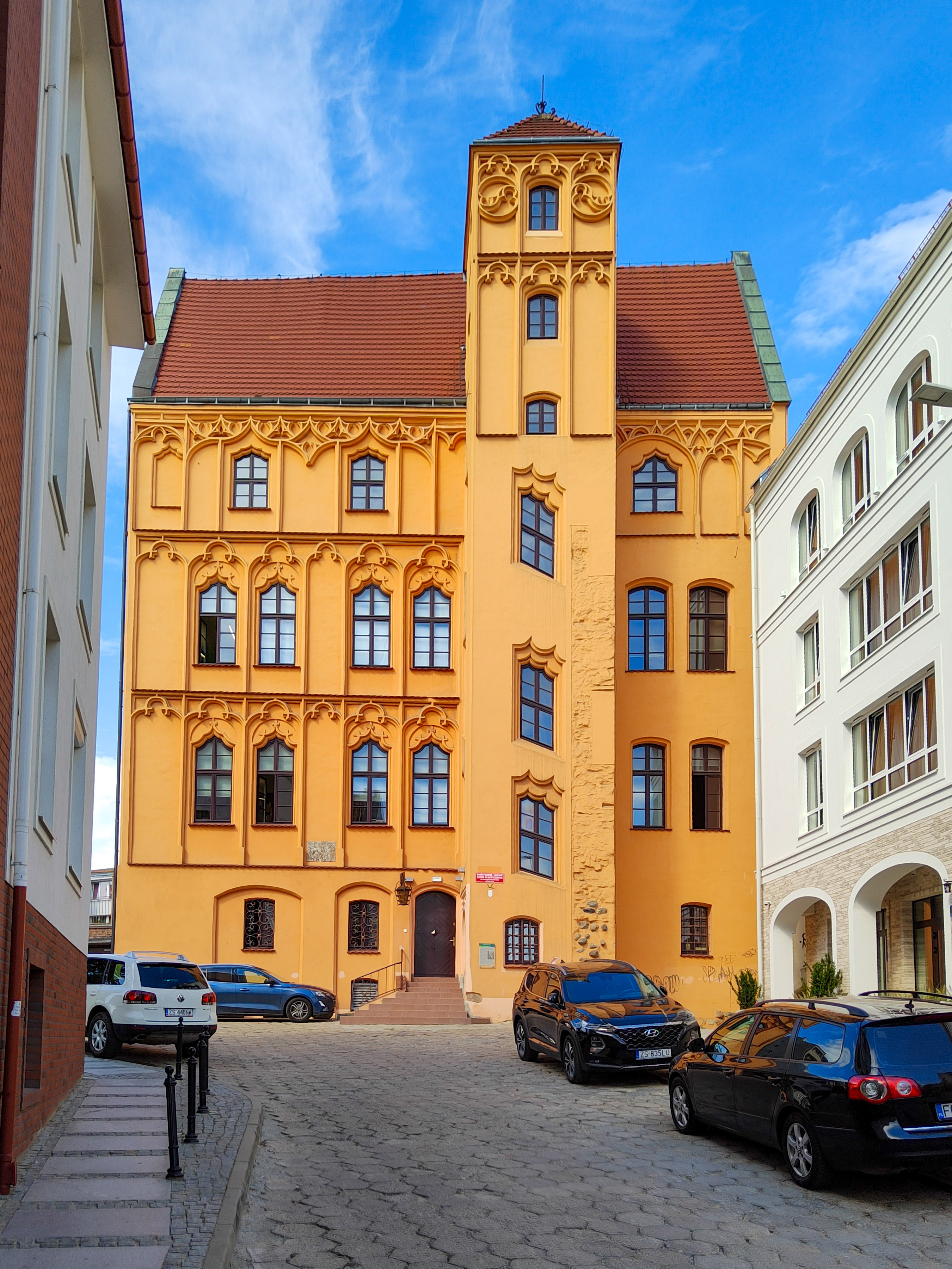
Kamienica Loitzów
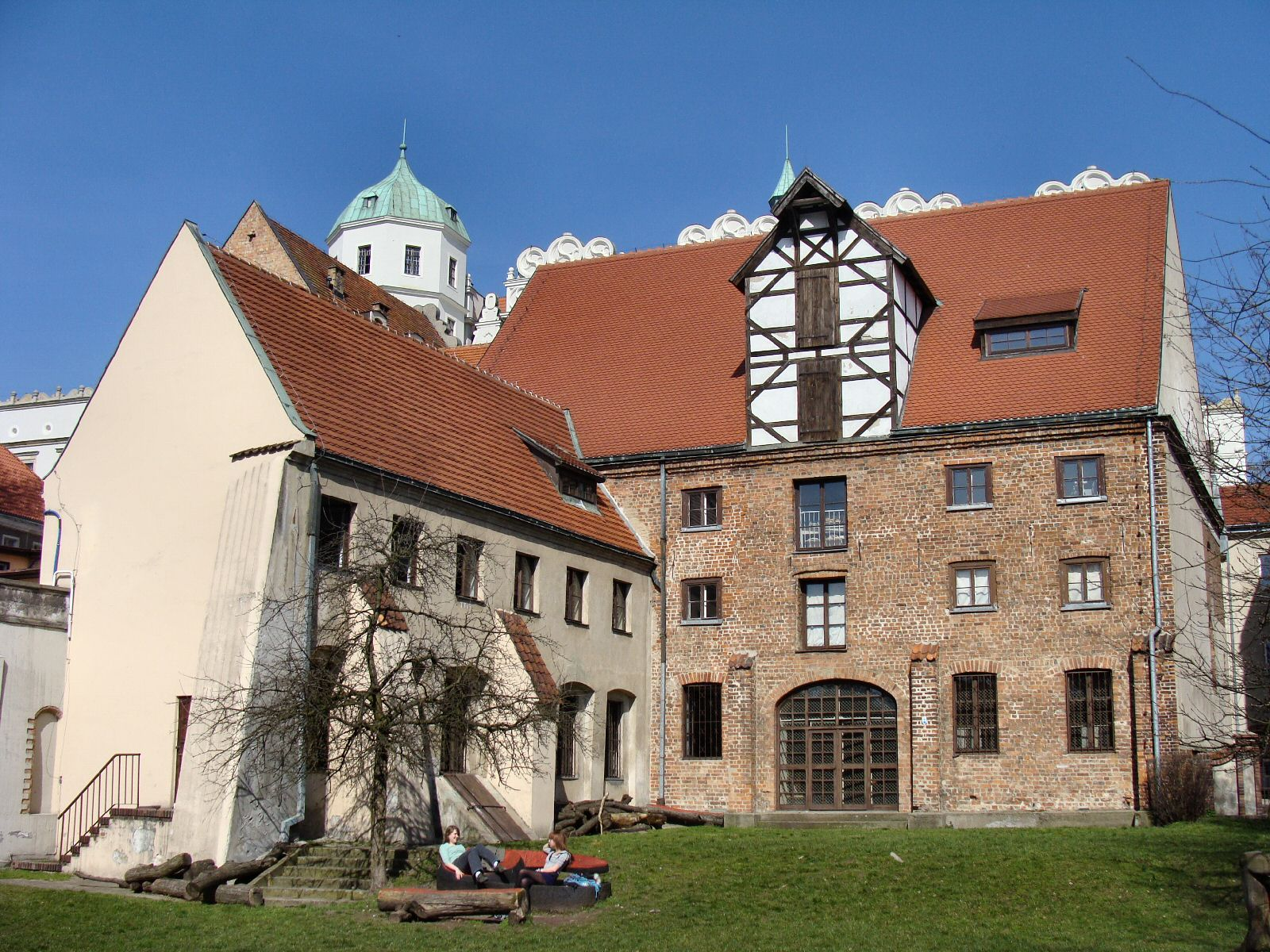
Spichlerz z oficyną
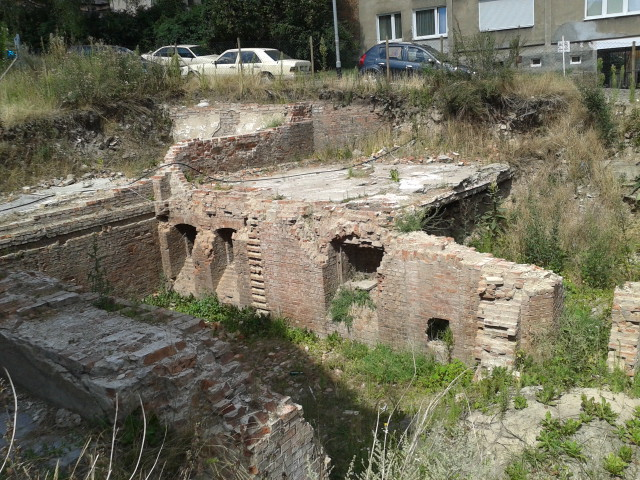
Odkryte fundamenty kamienicy Panieńska 29. Współcześnie w tym miejscu stoi nowa kamienica nr 4.
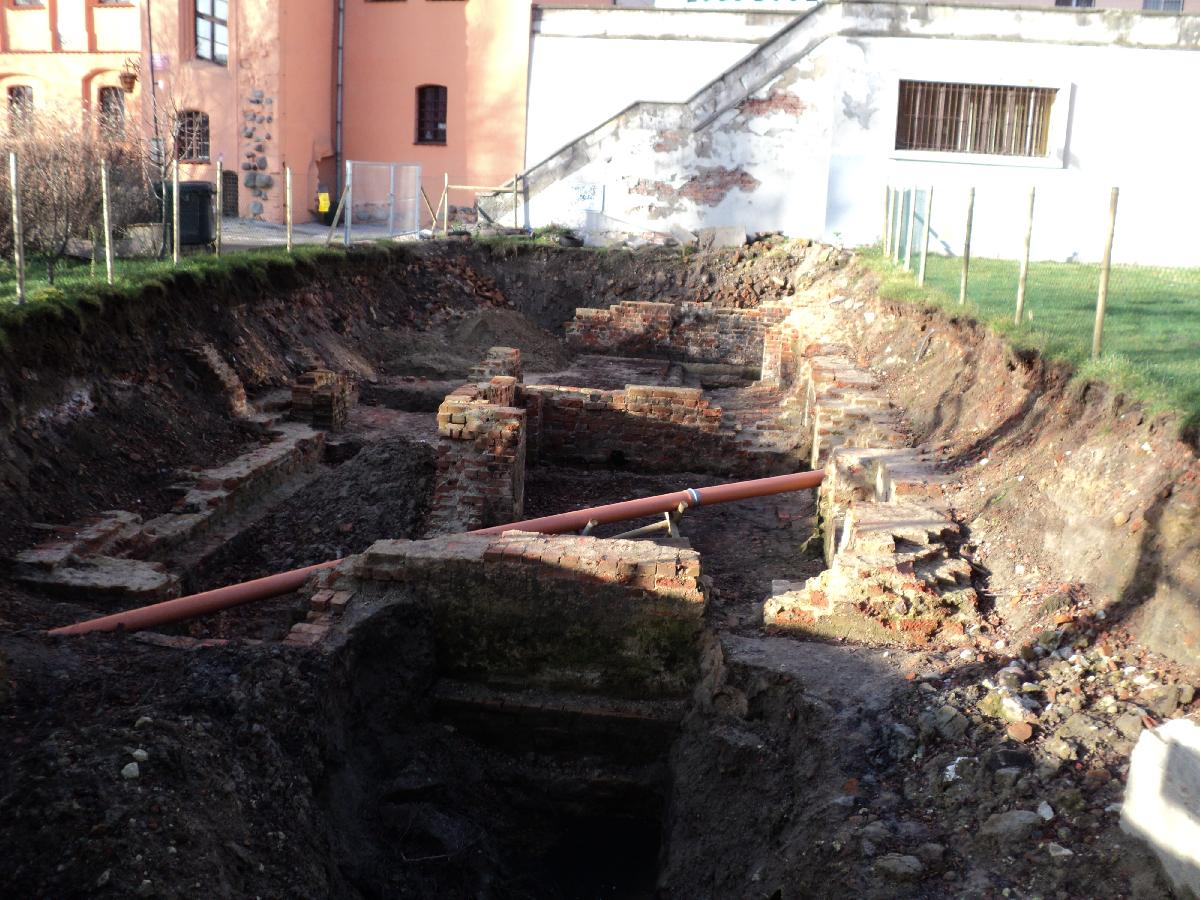
Odkryte fundamenty Ottoschule. Współcześnie w tym miejscu stoi kamienica nr 2a
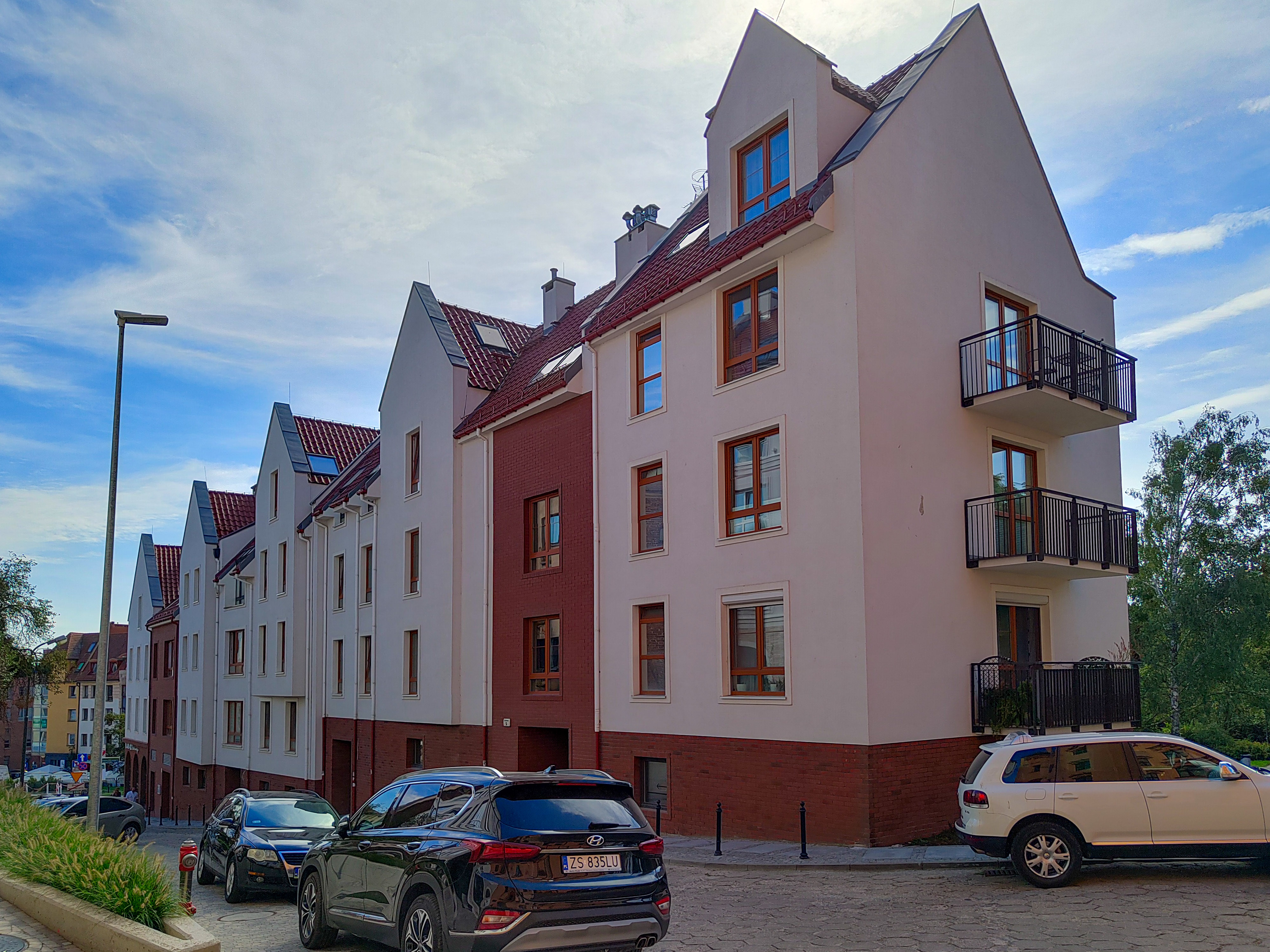
Kamienica nr 4
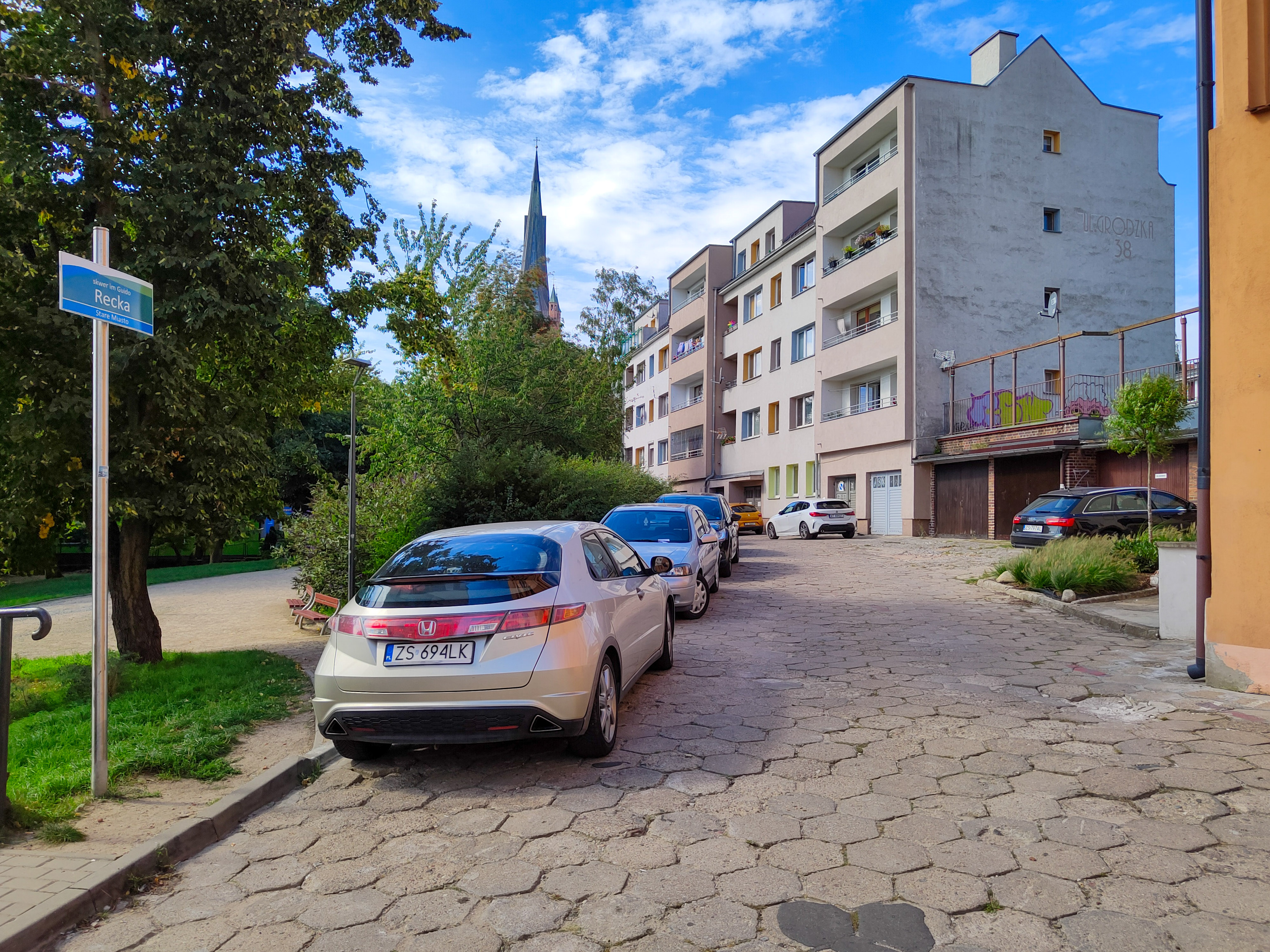
Odcinek ulicy zbudowany po II wojnie światowej